# アクチノマイシンラクトナーゼ
アクチノマイシンラクトナーゼ(Actinomycin lactonase、EC 3.1.1.39)は、以下の化学反応を触媒する酵素である。
アクチノマイシン + 水{\displaystyle \rightleftharpoons }アクチノマイシンモノラクトン
従って、基質はアクチノマイシンと水の2つ、生成物はアクチノマイシンモノラクトンのみである。
この酵素は加水分解酵素に分類され、特にエステル結合に作用する。系統名は、アミノアシルtRNA ラクトノヒドロラーゼ(actinomycin lactonohydrolase)である。